# Station Nouan-le-Fuzelier
Station Nouan-le-Fuzelier is een spoorwegstation in de Franse gemeente Nouan-le-Fuzelier.